# Província de Cartago
Cartago és la tercera de les 7 províncies de Costa Rica. Està enclavada en la Vall Intermontana en el centre del país sense accés a les costes, limita al nord i a l'est amb la Província de Limón, a l'oest i al sud amb la Província de San José. La seva capital, Cartago, fou fins a 1823 capital de Costa Rica, durant la colònia i l'inici de la República.